# Fort St. James (Perison) Airport
Fort St. James (Perison) Airport är en flygplats i Kanada.   Den ligger i provinsen British Columbia, i den centrala delen av landet, 3 500 km väster om huvudstaden Ottawa. Fort St. James (Perison) Airport ligger 717 meter över havet.